# WY Девы
WY Девы (лат. WY Virginis) — одиночная переменная звезда в созвездии Девы на расстоянии приблизительно 11 905 световых лет (около 3650 парсек) от Солнца. Звёздная величина диапазона синего звезды — от +14,2m до +13m.
Открыта Сергеем Ивановичем Белявским в 1927 году*.
Зарегистрировано повышенное содержание углерода в атмосфере звезды*.

## Характеристики
WY Девы — жёлто-белая пульсирующая переменная звезда типа RR Лиры (RRAB) спектрального класса A2. Радиус — около 5,07 солнечного, светимость — около 43,473 солнечной. Эффективная температура — около 6583 K.